# مجيد شريف
مجيد شريف (بالفارسية: مجید شریف) هو صحفي ومترجم وكاتب إيراني، ولد في 1950، وتوفي في 1 نوفمبر 1998 في طهران في إيران.